# TAPPEI
TAPPEI（たっぺい）は、日本のタトゥーアーティスト、グラフィックデザイナー。 大阪出身。
両親の好きだった任侠映画から刺青に興味をもち、神戸芸工大中退後、独学でタトゥーアーティストを志す。
2020年、タトゥースタジオに併設する形で、自分の絵画作品を展示販売するギャラリー兼アパレルショップのスペース“TAPPEI ROOM”をオープンした。

## 過去の出演

### テレビ
- 堀潤モーニングFLAG（TOKYO MX、2023年12月24日）「激論サミット」のコーナー[3]
- こどもディレクター（中京テレビ、2024年5月8日）[4]